# Trans-Nieuw-Guineatalen
Trans-Nieuw-Guineatalen is een taalfamilie in Papoea-Nieuw-Guinea en Indonesië, die deel uitmaakt van de Papoeatalen.
De Trans-Nieuw-Guineatalen vormen de belangrijkste ‘taalklasse’ van de Papoeatalen van Nieuw-Guinea en enkele omringende eilandjes, alsmede Timor. Met meer dan 500 talen is deze taalgroep veruit de grootste: in 80% van Nieuw-Guinea wordt een Trans-Nieuw-Guinese taal gesproken; een zelfde percentage geldt voor het aantal sprekers op het eiland.
De zes Papoeatalen met minstens 100.000 sprekers worden alle tot de Trans-Nieuw-Guinese taalgroep gerekend:
- Enga (Tsaga): 230.000
- Laani (Westelijk Dani): 180.000 moedertaalsprekers
- Makasai: 130.000
- Melpa (Mount Hagen): 130.000 (1991)
- Bunak: 100.000
- Ekagi: 100.000 (1985)

## Indeling
Subfamilies:
- Madangtalen (107)
- Finisterre-Huontalen (62)
- Kainantu-Gorokatalen (29)
- Ok-Oksapmintalen (20)
- Animtalen (17)
- Chimbu-Wahgitalen (17)
- Awyutalen (17)
- Enga-Kewa-Hulitalen (14)
- Angatalen (13)
- Danitalen (13)
- Binanderetalen (13)
- Asmat-Kamorotalen (11)
- Dagatalen (9)
- Mailutalen (8)
- Bosavitalen (7)
- Koiaritalen (7)
- Mektalen (7)
- Oost-Stricklandtalen (6)
- Kiwaitalen (6)
- Goilalatalen (5)
- Wisselmerentalen (5)
- Yarebatalen (5)
- Gogodala-Sukitalen (4)
- Turama-Kikoritalen (4)
- Kayagartalen (3)
- Kolopomtalen (3)
- Kutubutalen (3)
- Kwaletalen (3)
- West-Bomberaitalen (3)
- Awin-Patalen (2)
- Duna-Bogayatalen (2)
- Manubaratalen (2)
- Somahaitalen (2)
- Marori (1)
- Wiru (1)